# Ternana Calcio 2004-2005
Questa pagina raccoglie le informazioni riguardanti la Ternana Calcio nelle competizioni ufficiali della stagione 2004-2005.

## Stagione
Nella stagione 2004-2005 la Ternana disputa il campionato di Serie B, raccoglie 57 punti con il nono posto. In questa stagione per la prima volta il campionato di Serie B presenta i playoff per ottenere il terzo posto che vale la promozione, ed il playout per designare la quart'ultima retrocessa. Le fere raccolgono 27 punti nel girone di andata e 30 nel girone di ritorno. Sulla panca dei rossoverdi si sono alternati quattro tecnici. Ottimo il torneo disputato da Mario Frick, che nella sua terza stagione a Terni realizza 16 reti. In doppia cifra anche il cileno Luis Antonio Jimenez con 12 reti, una in Coppa Italia e 11 in campionato. Nella Coppa Italia la Ternana vince il sesto girone di qualificazione, eliminando Perugia, Pescara e Rimini, poi nei turni ad eliminazione diretta viene eliminata dal Bologna.

## Rosa
| N. |                      | Ruolo | Calciatore            |
| -- | -------------------- | ----- | --------------------- |
| 1  | Italia (bandiera)    | P     | Tommaso Berni         |
| 2  | Italia (bandiera)    | C     | Nicola Mancino        |
| 2  | Italia (bandiera)    | D     | Palmiro Di Dio        |
| 3  | Italia (bandiera)    | D     | Emanuele Troise       |
| 4  | Nigeria (bandiera)   | C     | Adewale Wahab         |
| 5  | Marocco (bandiera)   | C     | Houssine Kharja       |
| 6  | Argentina (bandiera) | D     | Lucas Rodrigo Montero |
| 7  | Italia (bandiera)    | C     | Adriano D'Astolfo     |
| 7  | Italia (bandiera)    | C     | Alessandro Colasante  |
| 8  | Italia (bandiera)    | C     | Giulio Migliaccio     |
| 8  | Italia (bandiera)    | D     | Salvatore Monaco      |
| 9  | Australia (bandiera) | A     | Massimiliano Vieri    |
| 10 | Cile (bandiera)      | C     | Luis Jiménez          |
| 11 | Nigeria (bandiera)   | A     | Saidu Adeshina        |
| 11 | Italia (bandiera)    | A     | Mirko De Francesco    |
| 12 | Italia (bandiera)    | P     | Pasquale Cunzi        |
| 13 | Italia (bandiera)    | D     | Federico Peluso       |
| 14 | Italia (bandiera)    | D     | Daniele Martinelli    |
| 15 | Italia (bandiera)    | C     | Salvatore Russo       |
| 16 | Francia (bandiera)   | P     | Mathieu Moreau        |
| 17 | Camerun (bandiera)   | C     | Alain Bono            |
| 18 | Italia (bandiera)    | A     | Alessandro Volpe      |
| 19 | Italia (bandiera)    | A     | Andrea Rabito         |

| N. |                          | Ruolo | Calciatore          |
| -- | ------------------------ | ----- | ------------------- |
| 20 | Italia (bandiera)        | A     | Orlando Fanasca     |
| 21 | Cile (bandiera)          | A     | Mario Salgado       |
| 22 | Italia (bandiera)        | C     | Rocco Giannone      |
| 23 | Italia (bandiera)        | C     | Fabrizio Biava      |
| 23 | Italia (bandiera)        | C     | Simone Carioti      |
| 24 | Italia (bandiera)        | C     | Giorgio Di Vicino   |
| 24 | Italia (bandiera)        | C     | Guido Di Deo        |
| 25 | Nigeria (bandiera)       | C     | Cyril Gona          |
| 25 | Italia (bandiera)        | C     | Andrea Bagnato      |
| 26 | Italia (bandiera)        | D     | Stefano Fattori     |
| 27 | Italia (bandiera)        | A     | Mario Pacilli       |
| 28 | Argentina (bandiera)     | D     | Mauro Zanotti       |
| 29 | Italia (bandiera)        | C     | Antonio Candreva    |
| 30 | Italia (bandiera)        | D     | Alessandro Cibocchi |
| 32 | Italia (bandiera)        | C     | Vincenzo D'Isanto   |
| 33 | Italia (bandiera)        | A     | Raffaele Perna      |
| 33 | Italia (bandiera)        | D     | Marco Dell'Uomo     |
| 35 | Italia (bandiera)        | D     | Fabio Lucioni       |
| 46 | Italia (bandiera)        | C     | Alessandro Frara    |
| 47 | Italia (bandiera)        | D     | Marco Grassi        |
| 70 | Italia (bandiera)        | A     | Gianni Comandini    |
| 77 | Liechtenstein (bandiera) | A     | Mario Frick         |
| 84 | Italia (bandiera)        | D     | Filippo Curione     |

## Risultati

### Campionato

#### Girone di andata
| Arbitro: | Banti (Livorno) |

|               |           |  |
| Margiotta 51’ | Marcatori |  |

| Arbitro: | Bergonzi (Genova) |

|             |           |               |
| Jimenez 35’ | Marcatori | 80’ Ferrarese |

| Arbitro: | Girardi (San Donà di Piave) |

|                   |           |              |
| Tavano 27’ (rig.) | Marcatori | 65’ M. Vieri |

| Arbitro: | Messina (Bergamo) |

|                          |           |  |
| Di Vicino 15’ Kharja 62’ | Marcatori |  |

| Arbitro: | M. Mazzoleni (Bergamo) |

|                                                         |           |  |
| Asamoah 16’ Vignaroli 63’ Antonini 72’ Campedelli 90+2’ | Marcatori |  |

| Arbitro: | Brighi (Cesena) |

|             |           |             |
| Salgado 47’ | Marcatori | 87’ Gentile |

| Arbitro: | Cruciani (Pesaro) |

|                                                   |           |              |
| Reginaldo 57’ Migliaccio 74’ (aut.) Chiappara 87’ | Marcatori | 54’ R. Perna |

| Arbitro: | M. Mazzoleni (Bergamo) |

|                                   |           |  |
| D'Isanto 48’ Troise 74’ Wahab 85’ | Marcatori |  |

| Arbitro: | Brighi (Cesena) |

|                           |           |  |
| Ferrante 45+1’ Miceli 50’ | Marcatori |  |

| Arbitro: | Preschern (Mestre) |

|                    |           |                          |
| S. Russo 6’ (aut.) | Marcatori | 28’ M. Vieri 77’ Jimenez |

| Arbitro: | Squillace (Catanzaro) |

|  |           |                                |
|  | Marcatori | 55’ Ferreira Pinto 66’ Sedivec |

| Arbitro: | Ayroldi (Molfetta) |

|            |           |                |
| Alteri 73’ | Marcatori | 43’, 45’ Frick |

| Arbitro: | Castellani (Verona) |

|  |           |                |
|  | Marcatori | 45+1’ Beghetto |

| Arbitro: | Messina (Bergamo) |

|                          |           |                    |
| Adailton 32’ Bogdani 48’ | Marcatori | 35’, 45+1’ Salgado |

| Arbitro: | Banti (Livorno) |

|  |           |              |
|  | Marcatori | 62’ Stellone |

| Ascoli Piceno 5 dicembre 2004, ore 15:00 16ª giornata | Ascoli                   | 0 – 0 | Ternana | Stadio Cino e Lillo Del Duca\| Arbitro: \| P.S. Mazzoleni (Bergamo) \| |
| Arbitro:                                              | P.S. Mazzoleni (Bergamo) |       |         |                                                                        |

| Arbitro: | Banti (Livorno) |

|           |           |  |
| Frick 49’ | Marcatori |  |

| Terni 19 dicembre 2004, ore 15:00 18ª giornata | Ternana        | 0 – 0 | Pescara | Stadio Libero Liberati\| Arbitro: \| Palanca (Roma) \| |
| Arbitro:                                       | Palanca (Roma) |       |         |                                                        |

| Arbitro: | Castellani (Verona) |

|                           |           |           |
| Mantovani 44’ Comotto 63’ | Marcatori | 50’ Frick |

| Arbitro: | Carlucci (Molfetta) |

|           |           |  |
| Frick 54’ | Marcatori |  |

| Arbitro: | Stefanini (Prato) |

|            |           |                                        |
| Miceli 58’ | Marcatori | 6’, 32’ Frick 11’ Jimenez 60’ Giannone |

#### Girone di ritorno
| Arbitro: | Carlucci (Molfetta) |

|           |           |               |
| Frick 54’ | Marcatori | 46’ Cherubini |

| Arbitro: | Stefanini (Prato) |

|             |           |             |
| Zaniolo 13’ | Marcatori | 84’ Salgado |

| Arbitro: | Rizzoli (Bologna) |

|           |           |           |
| Frick 31’ | Marcatori | 16’ Buscè |

| Arbitro: | Carlucci (Molfetta) |

|                                           |           |                                |
| Guidoni 23’ Rossitto 50’ Miramontes 90+1’ | Marcatori | 27’, 35’ Jimenez 62’ Comandini |

| Arbitro: | Cruciani (Pesaro) |

|                        |           |             |
| Fattori 56’ Di Deo 84’ | Marcatori | 52’ Asamoah |

| Arbitro: | Castellani (Verona) |

|             |           |                            |
| Gentile 60’ | Marcatori | 19’ M. Vieri 90+2’ Salgado |

| Arbitro: | Girardi (San Donà di Piave) |

|                                      |           |                                |
| Jimenez 27’ M. Vieri 34’ Salgado 76’ | Marcatori | 45+1’ Barreto 70’ (rig.) Gallo |

| Arbitro: | M. Mazzoleni (Bergamo) |

|                             |           |            |
| Baù 3’, 42’ Moscardelli 32’ | Marcatori | 73’ Rabito |

| Terni 14 marzo 2005, ore 20:45 30ª giornata | Ternana            | 0 – 0 | Catania | Stadio Libero Liberati\| Arbitro: \| Pantana (Macerata) \| |
| Arbitro:                                    | Pantana (Macerata) |       |         |                                                            |

| Arbitro: | Giannoccaro (Lecce) |

|  |           |               |
|  | Marcatori | 10’ Santoruvo |

| Arbitro: | Preschern (Mestre) |

|                                                       |           |  |
| Ferreira Pinto 12’, 45’ G. Delvecchio 35’ Sedivec 58’ | Marcatori |  |

| Arbitro: | Stefanini (Prato) |

|                            |           |             |
| Jimenez 43’ Frick 56’, 77’ | Marcatori | 83’ Porchia |

| Arbitro: | Cruciani (Pesaro) |

|  |           |                  |
|  | Marcatori | 51’, 78’ Jimenez |

| Arbitro: | Ayroldi (Molfetta) |

|            |           |                      |
| Di Deo 37’ | Marcatori | 82’ (rig.) Artistico |

| Arbitro: | Dattilo (Locri) |

|                |           |                   |
| Stellone 90+3’ | Marcatori | 23’ (rig.) Kharja |

| Arbitro: | Rizzoli (Bologna) |

|                       |           |  |
| Jimenez 14’ Frick 46’ | Marcatori |  |

| Arbitro: | Cruciani (Pesaro) |

|                            |           |               |
| Teani 33’ Rantier 55’, 69’ | Marcatori | 67’ Colasante |

| Arbitro: | Romeo (Verona) |

|              |           |           |
| Antonini 64’ | Marcatori | 23’ Frick |

| Arbitro: | Dondarini (Finale Emilia) |

|           |           |           |
| Frick 67’ | Marcatori | 15’ Bruno |

| Arbitro: | Nucini (Bergamo) |

|                            |           |  |
| Ambrogioni 26’ Piccoli 35’ | Marcatori |  |

| Arbitro: | De Marco (Chiavari) |

|                            |           |                                 |
| Frick 27’, 39’ Jimenez 59’ | Marcatori | 85’ Arcadio 90+2’ (rig.) Corona |

### Coppa Italia
| Arbitro: | Bertini (Arezzo) |

|                              |           |  |
| Mascara 14’ Di Francesco 41’ | Marcatori |  |

| Arbitro: | Brighi (Cesena) |

|                |           |  |
| Adeshina 45+1’ | Marcatori |  |

| Arbitro: | Banti (Livorno) |

|                                        |           |                    |
| Di Vicino 26’ M. Vieri 76’ Jimenez 89’ | Marcatori | 90+3’ (rig.) Mussi |

| Arbitro: | Girardi (San Donà di Piave) |

|           |           |                                 |
| Wahab 33’ | Marcatori | 14’, 61’ L. Colucci 43’ Capuano |

| Arbitro: | Romeo (Verona) |

|                              |           |                                           |
| Cipriani 2’, 17’ Bellucci 8’ | Marcatori | 75’, 80’ Adeshina 76’ Salgado 90+2’ Wahab |